# Ted Jonas
Ted Jonas ist ein US-amerikanischer Schauspieler, Synchronsprecher und Filmschaffender.

## Leben
Jonas studierte von 2004 bis 2004 an der University of Wisconsin–Milwaukee. 2007 debütierte er im Kurzfilm Ryan’s Song als Schauspieler. Im selben Jahr zeichnete er sich für den Kurzfilm Spelling Bee als Drehbuchautor und Regisseur verantwortlich. Der Kurzfilm wurde am 11. Oktober 2007 auf dem Austin Film Festival gezeigt. Später erhielt er Episodenrollen in den Fernsehserien Reno 911!, Operation Repo und How I Met Your Mother. 2012 stellte er im Film Vortex – Beasts from Beyond mit der Rolle des Steven Raiger eine der Hauptrollen dar. Im Folgejahr spielte er im Horrorfilm The Bell Witch Haunting die Rolle des Familienvaters Michael Sawyer. 2014 übernahm er mit der Rolle des Daniel Casablanca eine der Hauptrollen im Horrorfilm The Before Time. 2016 spielte er im Fernsehfilm Stalked by My Mother die Rolle des David Underhill. 2018 wirkte er in insgesamt vier Episoden der Fernsehserie Oishi: Demon Hunter mit. Einem breiten Publikum wurde er ab 2023 durch seine Darstellung in Werbespots des US-amerikanischen Postpaid-Mobilfunknetzbetreibers Consumer Cellular bekannt. 2024 erhielt er unter anderen Episodenrollen in den Fernsehserien Grown-ish und NCIS: Origins.
Als Synchronsprecher war Jonas unter anderen in den Computerspielen SOCOM: U.S. Navy SEALs Fireteam Bravo 3 und Life Is Strange 2 zu hören.

## Filmografie (Auswahl)

### Schauspiel
- 2007: Ryan’s Song (Kurzfilm)
- 2008: Lake of Pain (Kurzfilm)
- 2009: Reno 911! (Fernsehserie, Episode 6x04)
- 2009: Operation Repo (Fernsehserie, Episode 3x11)
- 2009: A Shade to Never Sit In (Kurzfilm)
- 2009: Kowalczyk (Kurzfilm)
- 2010: Resurrection of Serious Rogers
- 2010: How I Met Your Mother (Fernsehserie, Episode 6x08)
- 2010: Beer Pong Saved My Life
- 2011: James Ellroy's L.A.: City of Demons (Fernsehserie, Episode 1x03)
- 2012: Vortex – Beasts from Beyond (Vortex)
- 2013: The Bell Witch Haunting
- 2014: Johnson & Johnson (Kurzfilm)
- 2014: Anatomy of Deception
- 2014: Merry Ex-Mas
- 2014: The Before Time
- 2015: Fire Twister – Feuerhölle L.A. (Fire Twister)
- 2015: The Brink – Die Welt am Abgrund (The Brink, Fernsehserie, Episode 1x03)
- 2016: Der lange Weg (All the Way, Fernsehfilm)
- 2016: Stalked by My Mother (Fernsehfilm)
- 2017: Fresh Off the Boat (Fernsehserie, Episode 3x20)
- 2017: Extra School (Kurzfilm)
- 2018: Age of the Living Dead (Fernsehserie, 3 Episoden)
- 2018: Epilog (Kurzfilm)
- 2018: Alive in Denver (Fernsehserie, Episode 1x02)
- 2018: Oishi: Demon Hunter (Fernsehserie, 4 Episoden)
- 2018: Dee Jay Zee (Kurzfilm)
- 2020: Reflection (Kurzfilm)
- 2020; 2022: 9-1-1 (Fernsehserie, 2 Episoden)
- 2022: All American: Homecoming (Fernsehserie, Episode 2x07)
- 2024: Grown-ish (Fernsehserie, Episode 6x15)
- 2024: NCIS: Origins (Fernsehserie, Episode 1x02)

### Filmschaffender
- 2007: Spelling Bee (Kurzfilm, Drehbuch, Regie)
- 2007: Ryan’s Song (Kurzfilm, Drehbuch, Regie)
- 2008: Lake of Pain (Kurzfilm, Drehbuch)

## Synchronisationen (Auswahl)
- 2010: SOCOM: U.S. Navy SEALs Fireteam Bravo 3 (Computerspiel)
- 2018: Life Is Strange 2 (Computerspiel)